# Cryptochironomus bavaricus
Cryptochironomus bavaricus är en tvåvingeart som först beskrevs av Maurice Emile Marie Goetghebuer 1939.  Cryptochironomus bavaricus ingår i släktet Cryptochironomus och familjen fjädermyggor.
Artens utbredningsområde är Tyskland. Inga underarter finns listade i Catalogue of Life.